# White Mountains Railroad
Die White Mountains Railroad ist eine ehemalige Eisenbahngesellschaft in New Hampshire (Vereinigte Staaten). Sie wurde am 24. Dezember 1848 gegründet und baute über mehrere Jahrzehnte eine Strecke von Woodsville nach Groveton. Dabei wurde zunächst eine Zweigstrecke gebaut, die in Woodsville an die Hauptstrecke der Boston, Concord and Montreal Railroad (BCM) anschloss und bis nach Littleton führte. Die 34 Kilometer lange normalspurige Strecke wurde im August 1853 eröffnet.
Nachdem die Gesellschaft in finanzielle Nöte geraten war, musste sie Konkurs anmelden und wurde formell am 1. Februar 1859 unter altem Namen neu gegründet. Gleichzeitig leaste die BCM die Gesellschaft für zunächst fünf Jahre, der Vertrag wurde jedoch später wiederholt. Nachdem im Juli 1869 die Erweiterung bis Whitefield Junction eröffnet werden konnte, verlängerte man die Strecke am 1. Dezember 1870 zunächst bis Lancaster. Die restliche Strecke bis Groveton wurde schließlich 1872 eröffnet. 1873 erfolgte die endgültige Übernahme der Gesellschaft durch die BCM. Die angefangene Zweigstrecke zum Mount Washington wurde durch den neuen Eigentümer fertiggebaut. Im Juli 1874 erfolgte die Eröffnung bis Fabyan’s Place, im folgenden Jahr konnte man den Betrieb bis an den Fuß des Berges ausdehnen. Von der Talstation bis auf den Berg bestand bereits seit 1869 eine Zahnradbahn, die Mount Washington Cog Railway, mit der jedoch aufgrund der unterschiedlichen Spurweite keine Gleisverbindung bestand. Der Abschnitt Fabyan's Place–Mt. Washington wurde, wie auch die Zahnradbahn, nur in der Sommersaison betrieben.
Nach der 1889 erfolgten Fusion der BCM mit anderen Gesellschaften zur Concord and Montreal Railroad übernahm 1895 die Boston and Maine Railroad die Regie über das Streckennetz der ehemaligen White Mountains Railroad. Heute sind fast alle Strecken stillgelegt, lediglich zwischen Littleton und Whitefield Junction sowie zwischen Coos Junction und Groveton fahren noch die Züge der New Hampshire and Vermont Railroad.